# Young Maylay
Кри́стофер «Крис» Беллард (англ. Christopher «Chris» Bellard, род. 17 июня 1979; Лос-Анджелес), также известный как Young Maylay — американский рэпер, озвучил Карла Джонсона (CJ) в игре Grand Theft Auto: San Andreas.

## Начало жизни
Кристофер Беллард родился 17 июня 1979 в Лос-Анджелесе, рос на фоне насилия, банд и пика гангста-рэпа 1980-х и 1990-х годов. Был связан с бандой 87 Kitchen Crips. Беллард выбрал карьеру рэпера, так как у него не было других вариантов зарабатывать, и в этот период в один из своих подростковых дней он встретился с King Тee.

## Музыкальная карьера
С помощью King Tee, Maylay сделал своё первое появление в Thug Thisle Killa Tay, с песней Song # 1 в 2000 году. Позже он появился в Rodney O & Joe Cooley is Summer Heat в 2002 году. С тех пор было показано много релизов на Западном побережье, Maylay пишет большинство альбомов King Тee. Основал свой лейбл в 2005 году на деньги, которые он получил за озвучку в 2004 году главного героя GTA: San Andreas Карла Джонсона, и выпустил свой дебютный альбом в том же году.
В 2006 году Maylay показал в Deeyah сингл What Will It Be с музыкой на видео. В том же году, он стал сотрудничать с DJ Crazy Toones, это было первое сотрудничество трио DJ Crazy Toones, WC и Young Maylay. В 2006 году принял участие в записи второго и наиболее известного микстейпа DJ Crazy Toones CT Experience. В микстейпе также появлялись такие известные исполнители Западного побережья, как Ice Cube, Snoop Dogg, Xzibit, MC Ren, Daz Dillinger, Kurupt и MC Eiht. В 2007 году трио начал работать над альбомом The Real Coast Guard. Альбом был выпущен в 2008 году и позднее в этом году, WC.
DJ Crazy Toones создал два блога для Maylay, первый называл Кто такой Young Maylay?. А второй Young Maylay, WC & Bad Lucc Mix Blog. Maylay работал на три альбома, сам по себе, WC и Crazy Toones. Вместе с Ice Cube написал 3 трека назвав их Ya’ll Know Who I Am, Too West Coast альбома I Am the West, и You Know Me в 2011 году. В 2010 году показал 2 трека альбома
DJ Premier Presents Year Round Records — Get Used To Us.
Также является участником рэп трио OBG Rider Clicc.

## Grand Theft Auto: San Andreas
Maylay работал на Лепра (бывший ОКО) в Нью-Йорке, когда он получил телефонный звонок от DJ Pooh, который назначил встречу с сотрудниками Rockstar Games, и они начали регулярные разговоры о музыке. В озвучке игры ему досталась главная роль, Young Maylay озвучил Карла Джонсона.
В игре, Maylay снялся вместе с такими знаменитостями, как актёры Сэмюел Л. Джексон, Джеймс Вудс, Питер Фонда, Клифтон Пауэлл, Фейзон Лав, Биг Бой, Дэвид Кросс, Энди Дик, Крис Пенн, Дэнни Дайер, Френк Винсент, Сара Танака, Чарли Мёрфи и Уильям Фихтнер, рэперы Ice T, MC Eiht, Chuck D, The Game, Kid Frost, Julio G и Yo Yo и музыкантами Джордж Клинтон, Эксл Роуз и Шон Райдер.

## Дискография
- 2005: San Andreas: The Original Mixtape
- 2008: The Real Coast Guard